# Лудвика (община)
Община Лудвика (на шведски: Ludvika kommun) е разположена в лен Даларна, централна Швеция с обща площ 1657 km2 и население 25 712 души (към 31 декември 2013). Административен център е град Лудвика.